# Leistarcha scitissimella
Espèce
Leistarcha scitissimella est une espèce d'insectes lépidoptères (papillons) appartenant à la famille des Oecophoridae.
On la trouve en Australie.

## Galerie

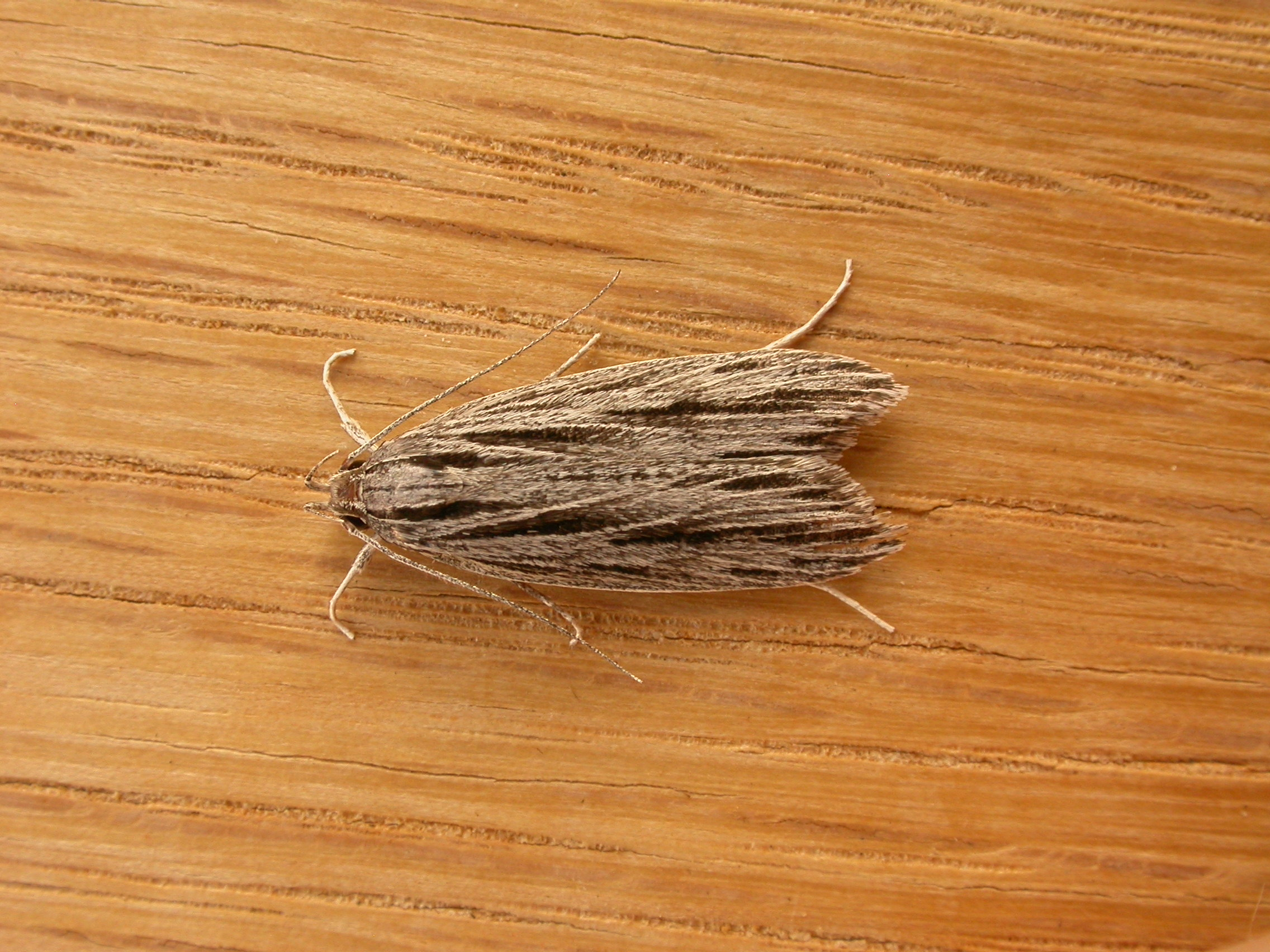
Leistarcha scitissimella